# Project ANIMA
Project ANIMA是由DeNA、文化放送、創通、每日放送4家公司主辦的日本原創動畫製作計劃，計劃目的為「創造代表2020年代的動畫作品，並發掘擔起下一世代重擔的動畫作家」。計劃公開募集動畫原案，獲選作品即可獲製作為動畫。遴選分為三個範疇，分別是「科幻、機械人動畫部門」、「異世界、奇幻部門」和「兒童、電子遊戲動畫部門」。募集以及遴選過程在2018年2月至2019年3月的約一年間進行。
得獎作品如下：
- 「科幻、機械人動畫部門」準大獎作品（大獎懸空）、由SATELIGHT製作的《SAKUGAN》
- 「異世界、奇幻部門」大獎作品、由J.C.STAFF製作的《沒能成為魔法師的女孩子的故事》（魔法使いになれなかった女の子の話。）
- 「兒童、電子遊戲動畫部門」大獎作品、由動畫工房製作的《梅比烏斯之塵》（メビウス・ダスト）

其中《SAKUGAN》於2021年10月7日首播，《沒能成為魔法師的女孩子的故事》定檔於2024年10月首播。

## 外部連結
- 官方網站 （页面存档备份，存于）（日語）
- 官方博客 （页面存档备份，存于）（日語）
- Project ANIMA的X（前Twitter）（日語）
- YouTube上的Project ANIMA頻道（日語）